# Franco Anderlini
Franco Anderlini (Modena 17 de agosto de 1921 - Prato 18 de enero de 1984) fue un entrenador de voleibol italiano. Es el entrenador que más títulos ha ganado (8) en la historia de la liga italiana junto con Daniele Bagnoli

## Biografía
Franco Anderlini fue el fundador y entrenador del Unione Sportiva Ferrari Modena entre 1947 y el 1952, cuando el equipo ascendió a la primera división y se fusiona con el Circolo Sportivo Avia Pervia, creando el Avia Pervia Modena. Con este equipo ganó cinco campeonatos entre el 1957 y el 1963, siendo el único entrenador hasta su desaparición por problemas económicos en 1964. Después de dos años en el equipo de los bomberos de Menegola, en el 1966 tomó el mando de la neonacida Pallavolo Modena. Con los '‘canarios’’ ganó otros tres títulos ligueros convirtiéndose en el entrenador con más títulos de la historia de la Liga italiana.
Entre 1975 y 1977 fue el seleccionador de  Italia clasificando al equipo a los Juegos Olímpicos por primera vez en su historia en el 1976.
Murió el 18 de enero de 1984 en un accidente de automóvil.

## Palmarés
- Campeonato de Italia (8) (récord)

1957, 1959, 1960, 1962, 1962/1963, 1969/1970, 1971/1972, 1973/1974